# Cupa Mondială de Baschet Masculin din 2023 - Grupa M
Grupa M de la Cupa Mondială de Baschet Masculin din 2023 a fost o grupă pentru stabilirea clasamentului din cadrul Cupei Mondiale de Baschet Masculin din 2023 care și-a desfășurat meciurile la Araneta Coliseum, Quezon City, Indonezia. Echipele din această grupă sunt cele care s-au clasat pe ultimele două locuri din grupele preliminare Grupa A și Grupa B. Echipele au jucat contra celorlalte două echipă din cealaltă grupă.După ce toate meciurile au fost jucate, echipa de primul loc a fost clasată în zona locurilor 17-20, echipa de pe locul al doilea a fost clasată în zona locurilor 21-24, echipa de pe locul al treilea a fost clasată în zona locurilor 25-28, iar echipa de pe locul al patrulea a fost clasată în zona locurilor 29-32.

## Clasament
| Loc | Echipa         | MJ | V | Î | PM  | PP  | PD  | Pct |
| --- | -------------- | -- | - | - | --- | --- | --- | --- |
| 1   | Sudanul de Sud | 5  | 3 | 2 | 456 | 431 | +25 | 8   |
| 2   | Filipine (H)   | 5  | 1 | 4 | 398 | 419 | −21 | 6   |
| 3   | Angola         | 5  | 1 | 4 | 368 | 410 | −42 | 6   |
| 4   | China          | 5  | 1 | 4 | 379 | 473 | −94 | 6   |

1. 1 2 3  Filipine 3 Pt, +11 G; Angola 3 Pt, +3 G; China 3 Pt, −14 G

## Meciuri

### Angola vs. China
| 31 august 2023 16:00 |

| Boxscore |

| Angola                                         | 76–83 | China                               |
| Scorul pe sferturi: 27–24, 18–21, 14–24, 17–14 |       |                                     |
| Pt: Dundão 17 Rec: De Sousa 9 Pase: Dundão 8   |       | Pt: Hu 20 Rec: Li 7 Pase: Zhao R. 6 |

### Sudanul de Sud vs. Filipine
| 31 august 2023 20:00 |

| Boxscore |

| Sudanul de Sud                                | 87–68 | Filipine                                   |
| Scorul pe sferturi: 34–17, 17–16, 9–17, 27–18 |       |                                            |
| Pt: Jones 17 Rec: Gabriel 11 Pase: Jones 14   |       | Pt: Clarkson 24 Rec: Edu 14 Pase: Ravena 5 |

### Angola vs. Sudanul de Sud
| 2 septembrie 2023 16:00 |

| Boxscore |

| Angola                                         | 78–101 | Sudanul de Sud                              |
| Scorul pe sferturi: 16–30, 23–23, 18–20, 21–28 |        |                                             |
| Pt: Dundão 21 Rec: Bango 13 Pase: Domingos 8   |        | Pt: Jones 26 Rec: Gabriel 10 Pase: Jones 15 |

### Filipine vs. China
| 2 septembrie 2023 20:00 |

| Boxscore |

| Filipine                                            | 96–75 | China                          |
| Scorul pe sferturi: 16–16, 23–24, 34–11, 23–24      |       |                                |
| Pt: Clarkson 34 Rec: Edu 10 Pase: Ramos, Thompson 4 |       | Pt: Li 17 Rec: Li 9 Pase: Li 5 |